# Попея Сабина
Попея Сабина (на латински: Poppaea Sabina) е римска императрица и втора съпруга на император Нерон. Древните историци я описват като красива жена, която с интриги става императрица.
Попея ражда на Нерон една дъщеря, Клавдия Августа. Детето е родено на 21 януари 63 г. и умира само след 4 месеца. След раждането на Клавдия, Нерон дава на майката и дъщерята титлите „Августа“.